# On the Ice (film 1914)
On the Ice è un cortometraggio muto del 1914. Non si conosce il nome del regista del film, un documentario sul pattinaggio su ghiaccio prodotto dalla Edison e girato in Svizzera, a Wengen. Protagonisti del film sono i due campioni olimpionici di pattinaggio di figura, Edgar e Madge Syers, marito e moglie: lei, alle Olimpiadi di Londra del 1908, vinse la medaglia d'oro nel singolo donne; insieme al marito, la medaglia di bronzo per le coppie.

## Produzione
Il film fu prodotto dalla Edison Company.

## Distribuzione
Distribuito dalla General Film Company, il film - un breve documentario di 75 metri - uscì nelle sale cinematografiche degli Stati Uniti il 24 giugno 1914.